# Gregory Edgecombe

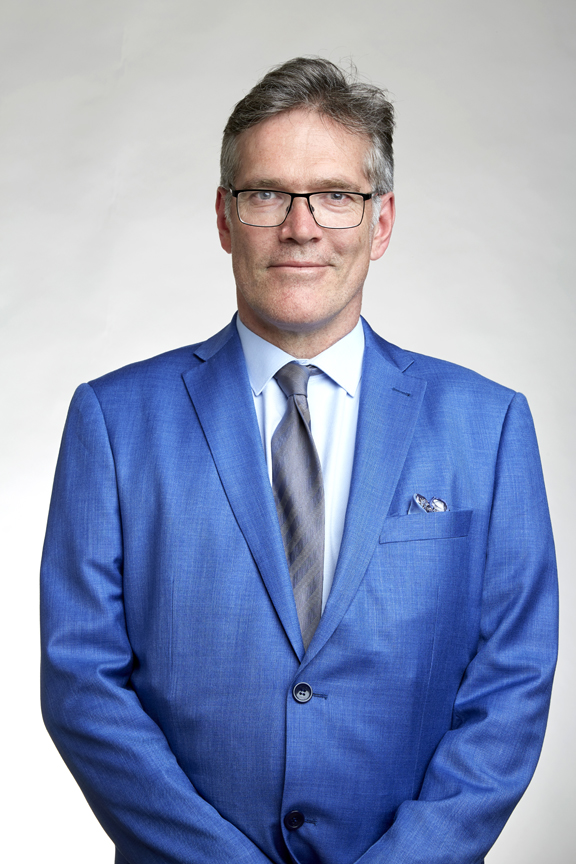
Gregory Edgecombe

Gregory Donald Edgecombe (* 1964 in Kanada) ist ein kanadischer Paläontologe, der als führender Trilobiten-Forscher gilt.
Edgecombe studierte an der Acadia University (Bachelor 1985) und an der University of Alberta bei Brian Chatterton (Masterabschluss 1987). 1991 wurde er an der Columbia University promoviert und war dann als Post-Doktorand an der University of Alberta. Ab 1993 war er am Australian Museum in Sydney, wo er 1995 Senior Research Scientist und 2002 Principal Research Scientist wurde. Seit 2007 ist er leitender Wissenschaftler (Research Leader) am Natural History Museum in London. 2018 wurde Edgecombe in die Royal Society gewählt, 2022 in die Royal Society of Canada.
Er befasst sich mit der phylogenetischen Einordnung der Trilobiten sowie der Systematik der Trilobiten des Ordovizium, Silur und Devon, besonders aus Australien und Südamerika, und der Ontogenese der Trilobiten.
Sein weiteres Interesse gilt den Chilopoda, den Hundertfüßern, die er neben seiner paläontologischen Tätigkeit wissenschaftlich bearbeitet.